# Dave Spector
Pour les articles homonymes, voir Spector.
Dave Spector (デーブ・スペクター né à Chicago dans l'Illinois) est l'une des personnalités étrangères les plus visibles (Gaijin tarento) au Japon. Il est juif américain. Il a étudié à l'Université Sophia en 1972. Il vit au Japon depuis 1983. Il apparaît régulièrement en tant que commentateur dans plusieurs émissions japonaises telles que 'Soko made itte, iinkai'. Il écrit pour le magazine Shukan Bunshun et le journal Tokyo Sports Shimbun et a écrit plusieurs livres.
Il parle couramment le japonais. Il affirme qu'il est devenu un tarento alors qu'il était en train d'être auditionné pour un rôle où il n'était pas nécessaire de parler et protesta en japonais à cause de la manière dont il allait être utilisé. Il pense que c'est sa manière de se défendre qui impressionna le producteur.

## Filmographie
- Nihon Igai Zenbu Chinbotsu (2006)[2]
- Handsome Suit ハンサムスーツ (2008)[2]
- One Missed Call (2008)[2]